# Thompson Peak
Der Thompson Peak ist ein 980 m hoher Berg an der Oates-Küste des ostantarktischen Viktorialands. Er ragt 8 km südlich des Ringgold Knoll am nordwestlichen Ende der Wilson Hills auf.
Luftaufnahmen, die 1959 im Rahmen der Australian National Antarctic Research Expeditions (ANARE) entstanden, und solche der US-amerikanischen Operation Highjump (1946–1947) dienten seiner Kartierung. Das Antarctic Names Committee of Australia benannte den Berg am 22. Juli 1959 nach Richard Hugh John Thompson, stellvertretender Leiter mehrerer ANARE-Kampagnen in den 1950er Jahren.